# Nicotinato di benzile
Il nicotinato di benzile è l'estere dell'acido nicotinico e dell'alcol benzilico.
A temperatura ambiente si presenta come un solido giallo deliquescente dall'odore tenue aromatico. È un composto irritante.